# Corps Austria Frankfurt am Main
Das Corps Austria ist eine farbentragende und pflichtschlagende Studentenverbindung in Frankfurt am Main. Das Corps ist Teil des Kösener Senioren-Convents-Verband (KSCV), einem der ältesten Korporationsverbände. Es vereint Studenten und Alumni der Johann Wolfgang Goethe-Universität Frankfurt am Main. Mitglieder des Corps werden als „Austrianer“ bezeichnet.

## Couleur

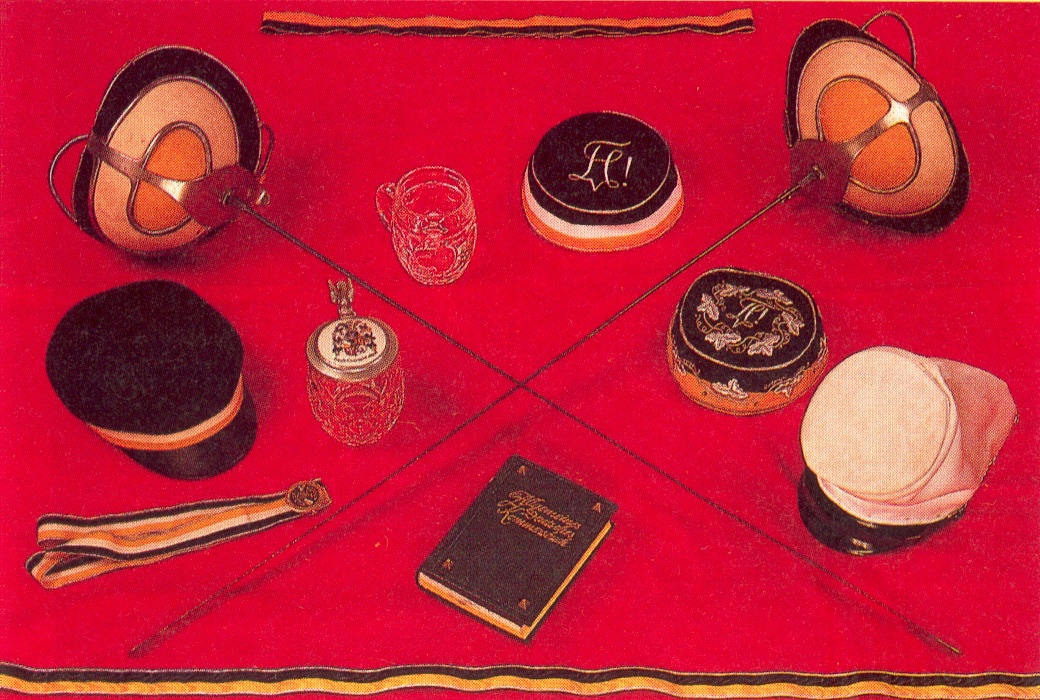
Couleur

Austria hat die Couleurfarben „schwarz-weiß-gelb“ mit silberner Perkussion. Dazu wird eine schwarze Mütze getragen. Im Sommersemester wird ein weißer Stürmer getragen, sofern es der Semesterantritts-CC beschließt. Zur Kneipe werden schwarze Kneipjacken getragen. Die Füchse der Austrianer tragen ein Fuchsenband in den Farben „schwarz-gelb“, ebenfalls mit silberner Perkussion.
Der Wahlspruch lautet „Durch Eintracht stark!“.

## Vorgeschichte
Aus Furcht vor den aufklärerischen und freiheitlichen Gedanken der Französischen Revolution verbot der Regensburger Reichstag 1793 alle studentischen Verbindungen. Dieses Verbot wurde aber nur in der Habsburger Monarchie mit Hilfe des Metternichschen Unterdrückungsapparat strikt durchgesetzt. Selbst der Briefwechsel mit auswärtigen Universitäten war den Studenten verboten. Nach einer kurzen liberalen Episode im Gefolge der Märzrevolution von 1848 wurden 1849 Verbindungen erneut verboten. Erst 1859 hatten sich die Verhältnisse soweit verändert, dass Gründungen studentischer Verbindungen nach dem Muster der anderen deutschen Länder möglich waren. Der Auslöser für diesen Wandel war die verheerende Niederlage Österreichs in der Schlacht von Solferino und eine desolate Finanzlage des Staates. Für die notwendigen Reformen benötigte Kaiser Franz Joseph I. die Unterstützung der bürgerlichen Liberalen.
Während im übrigen Deutschland die Nationalität der Studenten bei den meisten Verbindungen kein Thema war, wurde die Frage der Nationalitätszugehörigkeit auf Grund des Nationalitätenstreits im Vielvölkerreich der Habsburger problematisch. Die Tschechen, zum Beispiel, betrachteten die aus den anderen deutschen Ländern nach Prag eingeführten Verbindungsformen als „typisch deutsch“, während die deutschsprachigen Österreicher das Verbindungswesen zunehmend als Ausdruck ihrer nationalen Identität verstanden. Dabei zogen die Verbindungsstudenten mit ihren bunten Farben nicht selten die Aggressionen anderer Volksgruppen auf sich.

## Geschichte

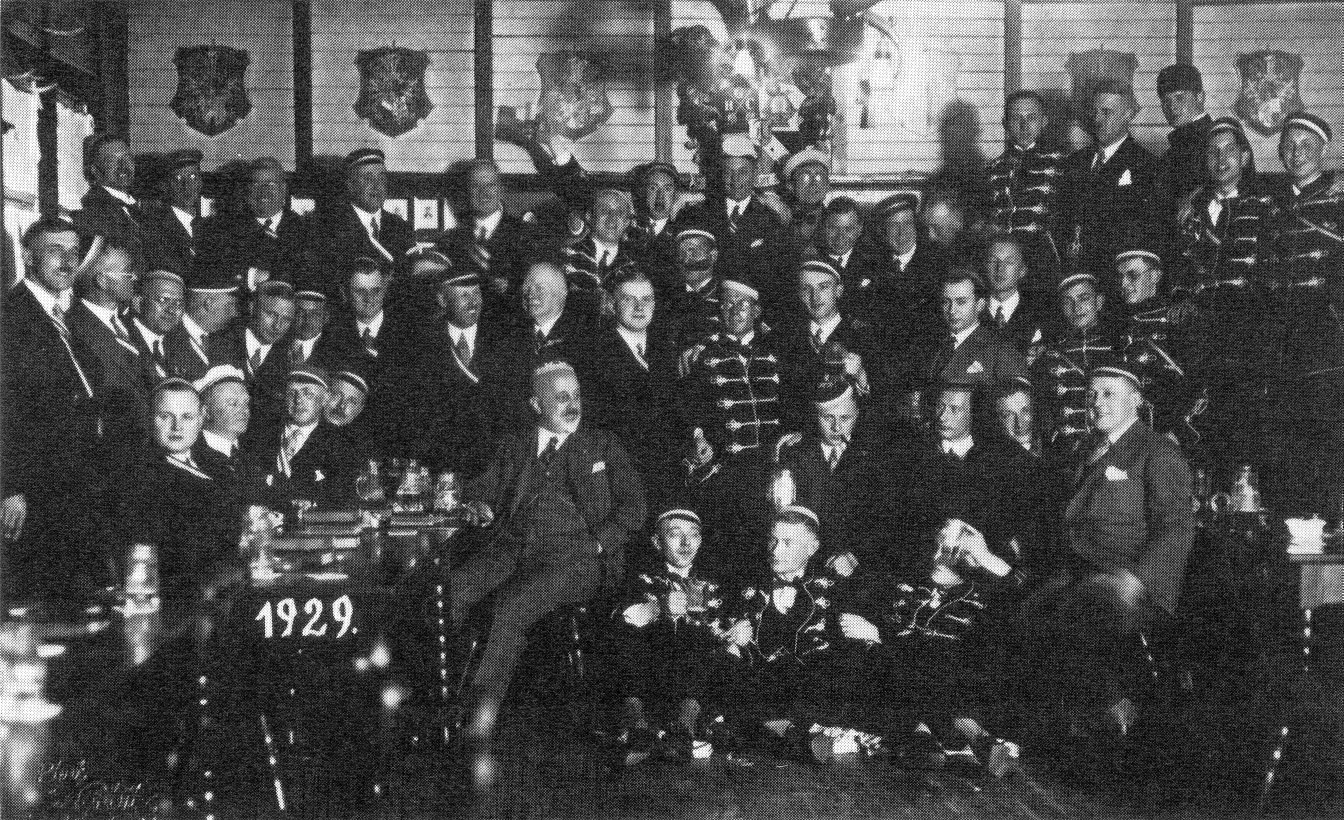
Stiftungsfest 1929 im alten Corpshaus

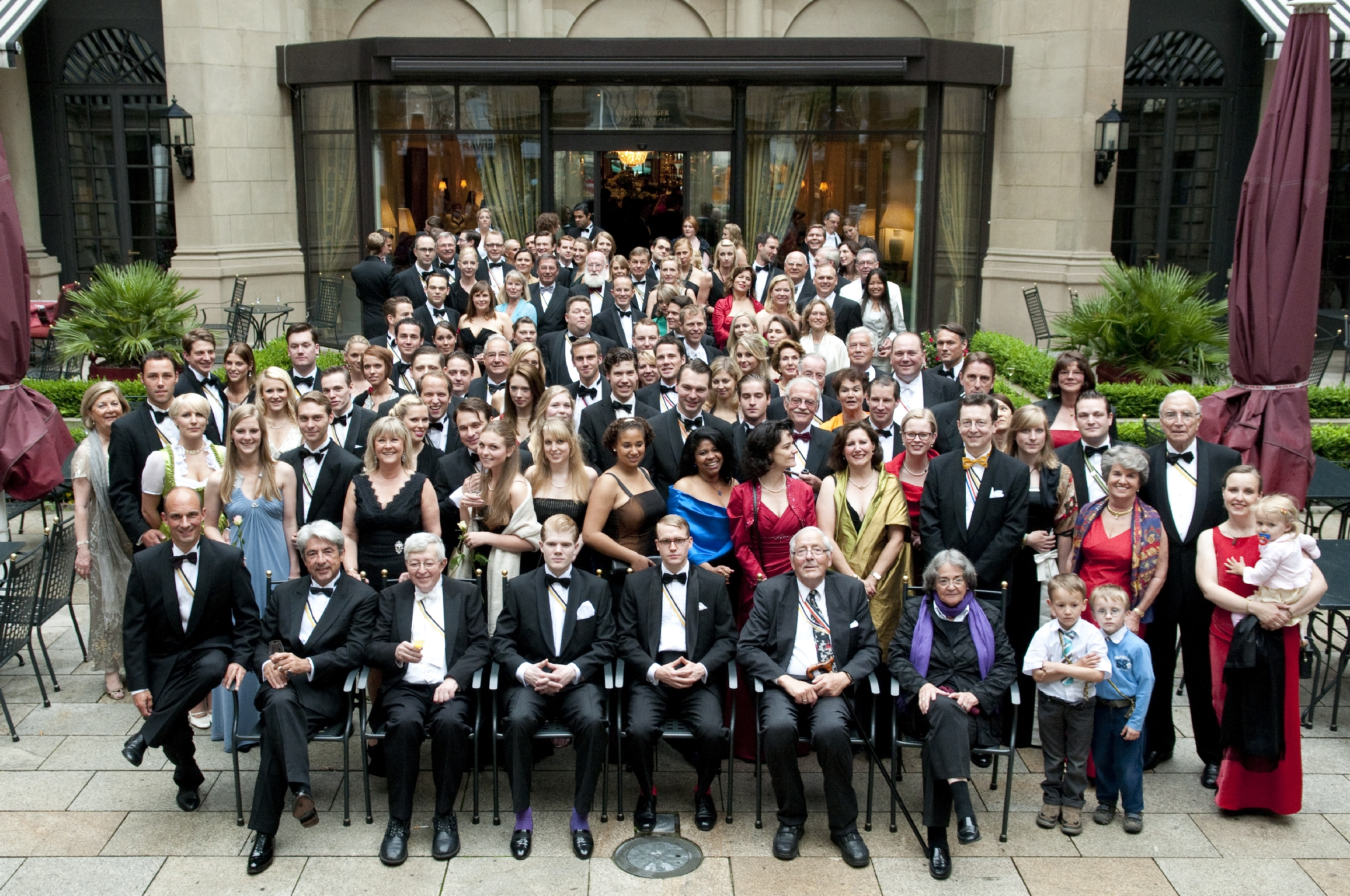
150. Stiftungsfest (2011)

Das Corps Austria wurde am 23. Februar 1861 von Studenten der Karl-Ferdinands-Universität in Prag gegründet. Es erklärte sich 1873 zum Corps. In den Jahren 1884 bis 1905 bestand sie als „deutsch-akademische Verbindung Austria“. 1905 erklärte sich die Austria erneut zum Corps.
In der Kuchelbader Schlacht am 28. Juni 1881, einem beliebten Ausflugsziel in der Nähe von Prag, überfielen tschechische Studenten die Teilnehmer des Stiftungsfests. Die Heftigkeit der Zusammenstöße zwischen den Nationalitäten in Prag erreichte damit eine neue Dimension. Der nie endgültig geklärte Nationalitätenkonflikt innerhalb des Vielvölkerstaates Österreich-Ungarn spitzte sich später durch die Badenische Sprachverordnung weiter zu und führte schlussendlich zum Auseinanderbrechen des Vielvölkerstaates im Ersten Weltkrieg.
Weil ein Weiterbestehen im Prag nach dem Ersten Weltkrieg nicht mehr möglich war, zog das Corps 1919 über Innsbruck nach Frankfurt am Main an die neu gegründete Johann Wolfgang Goethe-Universität. Im selben Jahr trat Austria dem Kösener Senioren-Convents-Verband bei. 1929, 1991 und 2015 war Austria präsidierendes Vorortcorps.
Nach internen Auseinandersetzungen weigerte sich Austria 1935, „nicht rein-arische“ Corpsbrüder auszuschließen. Grund hierfür war die Überzeugung der überwältigenden Mehrheit, dass alle Menschen ohne Unterschied nach Rasse, Religion oder anderen Merkmalen gleich seien. Das aktive Corps musste 1936 schließen. Im Februar 1939 wurde der Alte Herren Verein wegen Verweigerung der Zusammenarbeit mit dem NS-Studentenbund durch einen Erlass der Gestapo zwangsaufgelöst. Das Corps wurde 1949 in Frankfurt am Main – unter Übernahme von Mitgliedern des Corps Hassia Frankfurt – wieder rekonstituiert.
Im Januar 1950 gehörte Austria zu den 22 Corps, die sich in der Interessengemeinschaft zusammenschlossen und die Wiederbegründung des KSCV am 19. Mai 1951 vorbereiteten.

## Corpshaus

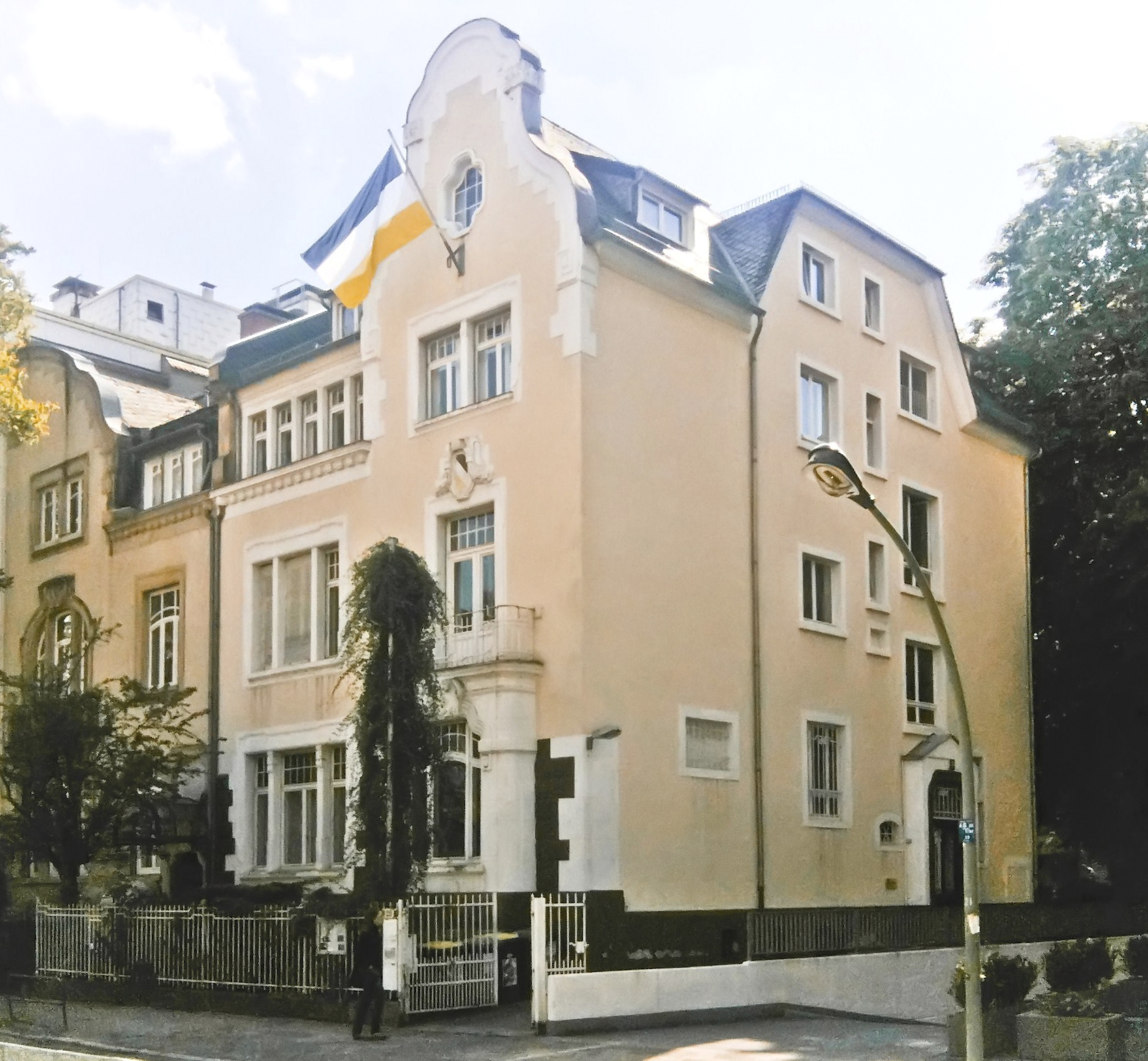
Corpshaus der Austria

Das Corps Austria verfügt über ein Corpshaus, welches in der Freiherr-vom-Stein-Straße 29 steht.

## Auswärtige Beziehungen
Aufgrund der Struktur seiner Verhältnisse zu anderen Corps wird das Corps Austria zum blauen Kreis im KSCV gezählt. Das zweite Jahr bezieht sich auf den Abschluss des vorangegangenen Freundschafts- oder Vorstellungsverhältnisses.
Kartelle
Corps Marchia Berlin
Befreundete
Corps Masovia Königsberg zu Potsdam
Corps Moenania Würzburg
Corps Rhaetia-Innsbruck zu Augsburg
Corps Suevia Heidelberg
Corps Rhenania Tübingen
Corps Palaiomarchia Halle
Corps Palaiomarchia-Masovia
Corps Guestphalia Bonn

Vorstellungsverhältnisse
Corps Suevia Prag (susp.)
Das ehemals befreundete Corps Lusatia Breslau ist mit dem Corps Lusatia Leipzig fusioniert.

## Bekannte Mitglieder

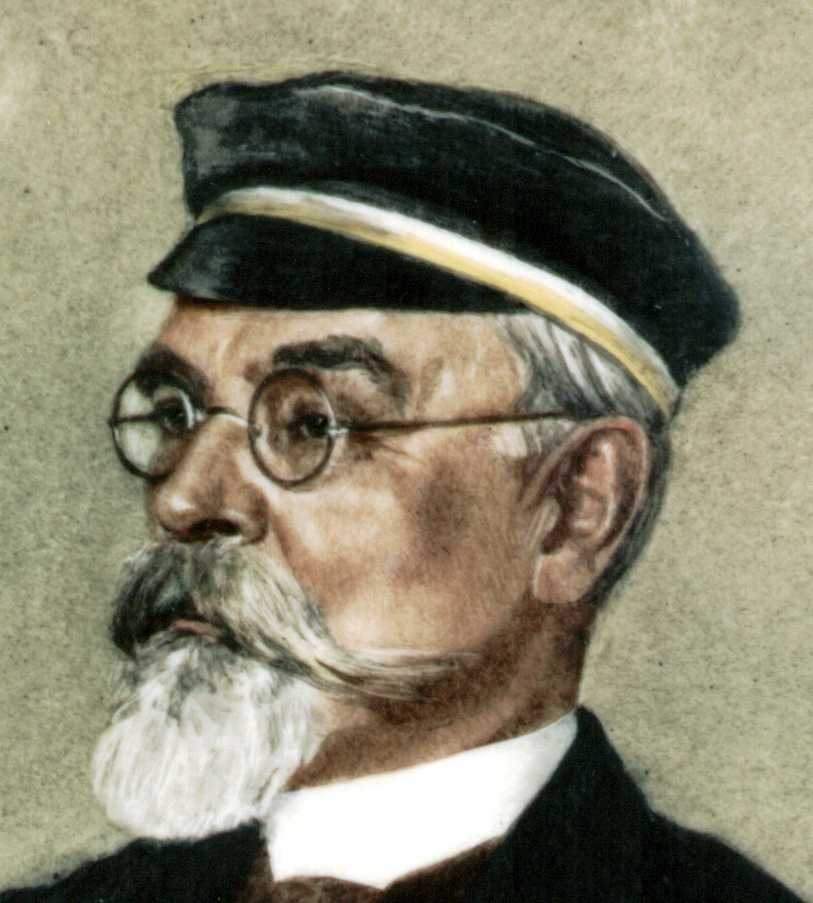
Josef Neuwirth um 1925

- Alois Bauer (1845–1928), Gutsbesitzer und Politiker (Reichsratsabgeordneter)
- Volker Bergen (* 1939), Professor für Volkswirtschaftslehre
- Ludwig Bernheim (1884–1974), Landrat
- Jürgen Beyer (* 1936), Professor für Innere Medizin
- Erich Czech (1890–1966), Journalist
- Vincenz Czerny (1842–1916), Professor für Chirurgie und Krebsforscher
- Georg von Falkenhayn (1890–1955), Vorstand der Norddeutschen Hefeindustrie AG
- Wilhelm Fischel (1851–1910), Gynäkologe
- Leo Fleischmann (1871–1932), Professor für Zahnheilkunde
- Götz Frank (* 1944), Professor für Öffentliches Recht
- Robert Gersuny (1844–1924), Chirurg, Entwickler zahlreicher Operationsmethoden (Plastische Chirurgie)
- Otto Gras (1864–1907), Professor für Chemie
- Klaus-Dieter Grosser (1933–2016), Professor für Innere Medizin
- Carl Haensel (1889–1968), Rechtsanwalt und Schriftsteller, Verteidiger im Nürnberger Kriegsverbrecherprozess
- Michael Haubtmann (1843–1921), Landschaftsmaler
- Jürgen Herrlein (* 1962), Rechtsanwalt und Studentenhistoriker
- Erich Hoffmann (1904–1989), Professor für Agrarwissenschaften, Stasi-Opfer
- Heinz Horn (1930–2015), Manager, Vorstandsvorsitzender der Ruhrkohle AG
- Max Ilgner (1899–1966), Vorstand der I. G. Farben AG
- Ott-Heinrich Keller (1906–1990), Professor für Mathematik
- Alfred Knotz (1844–1906), Rechtsanwalt und Politiker (Reichsratsabgeordneter)
- Rudolf Korb (1845–1925), Schriftsteller
- Horaz Krasnopolski (1842–1908), Professor für Zivilrecht
- Richard Cornelius Kukula (1862–1919), Professor für klassische Philologie in Graz
- Eugen Leo Lederer (1884–1947), Privatdozent für Chemie in Braunschweig
- Josef Neuwirth (1855–1934), Professor für Kunstgeschichte, erster Rektor der TH Wien
- Franz Perko (1868–1919), Arzt und Politiker
- Theodor Petřina (1842–1928), Professor für Innere Medizin, Internist
- Willy Pfeiffer (1879–1937), Professor für HNO-Medizin
- Alfred Pribram (1841–1912), Professor für Innere Medizin
- Richard Pribram (1847–1928), Professor für Chemie
- August Leopold von Reuss (1841–1924), Professor für Augenheilkunde
- Hugo Rex (1861–1936), Professor für Anatomie
- Viktor Wilhelm Russ (1840–1920), Politiker (Reichsratsabgeordneter)
- Gerhard Saager (1910–1992), Verwaltungsjurist
- Karl Scheele (1884–1966), Professor für Medizin
- Karl Georg Schmidt (1904–1940), Oberbürgermeister von Köln
- Carl-Hubert Schwennicke (1906–1992), FDP-Politiker
- Peter Selmer (1934–2022), Professor für Öffentliches Recht
- Hans-Jochem Steim (* 1942), Unternehmer
- Kurt Steim (1913–1983), Unternehmer
- Anton Tausche (1838–1898), Wanderlehrer in Böhmen, Politiker (Reichsratsabgeordneter)
- Karl Hans Strobl (1877–1946), Schriftsteller und Jurist
- Walter Tyrolf (1901–1971), Richter
- Hans Georg Willers (1928–2022), Manager, Vorstandsvorsitzender der Franz Haniel & Cie. GmbH
- Bernd Wulffen (* 1940), Botschafter, Schriftsteller
- Eberhard Zahn (1910–2010), Ritterkreuzträger, Manager, Vorstandsvorsitzender der Ruhr-Stickstoff AG
- Maxim Ziese (1901–1955), Dramatiker und Schriftsteller
- Franz Xaver Zimmermann (1876–1959), Lehrer und Schriftsteller

In der Zeit vor 1900 gab es noch keinen vereinsmäßigen Zusammenschluss der Alten Herren. Aus Prag Weggezogene, die keinen regelmäßigen Kontakt zu Austria mehr unterhielten, wurden deshalb in den nach 1900 erstellten Mitgliederlisten manchmal nicht aufgeführt, obwohl sie niemals formell aus dem Corps ausgeschieden sind. Dazu gehört Julius Kunkler.
Die Mitgliedschaft in einer Studentenverbindung kann lebenslang prägen, auch wenn der Betreffende wieder ausgeschieden ist. Solche ehemaligen Austrianer sind Eduard Bacher, August Pleschner von Eichstett, Oscar Rex, Hermann Roskoschny und Paul Schwarzkopf.

## Literatur

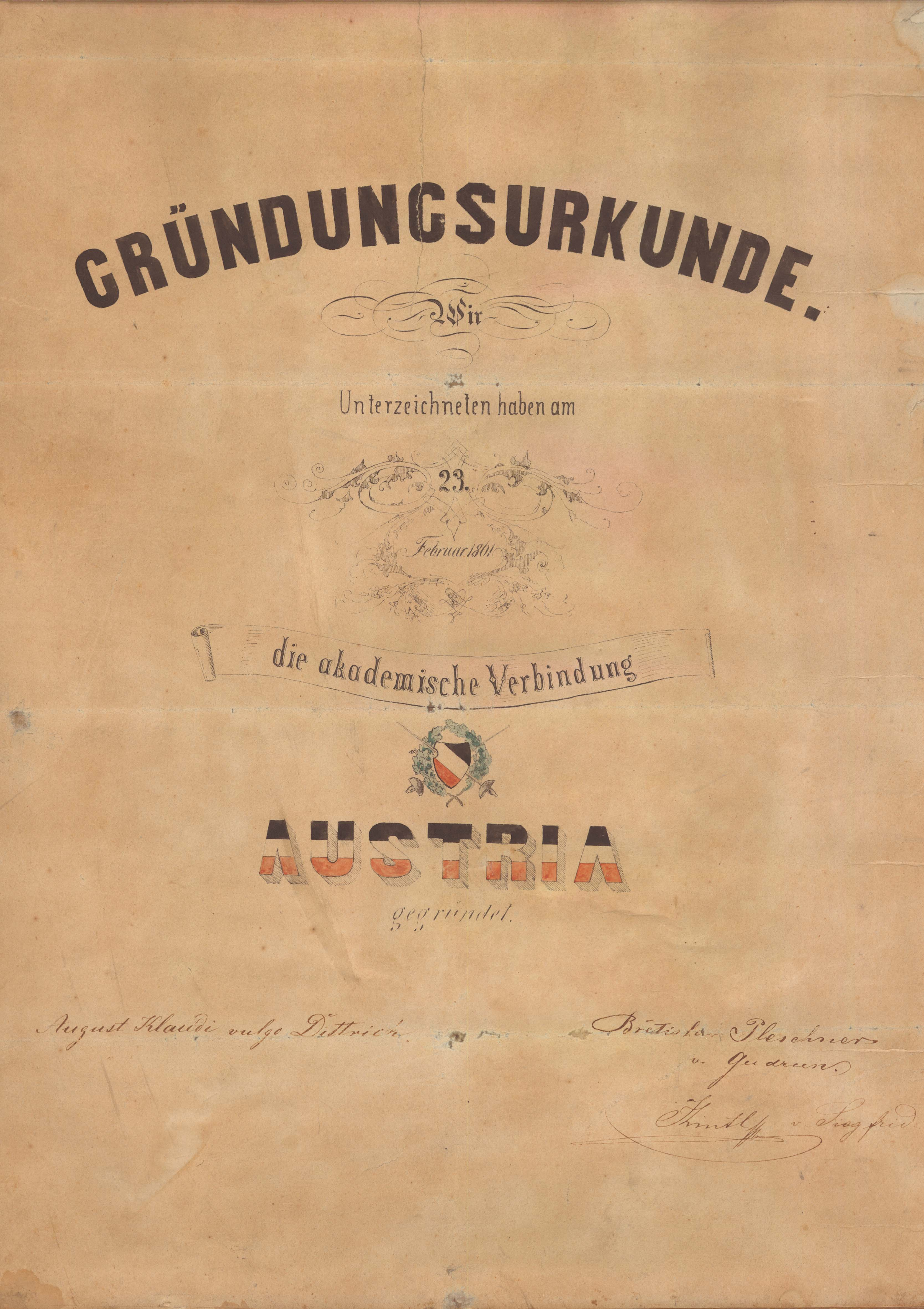
Gründungsurkunde (1861)
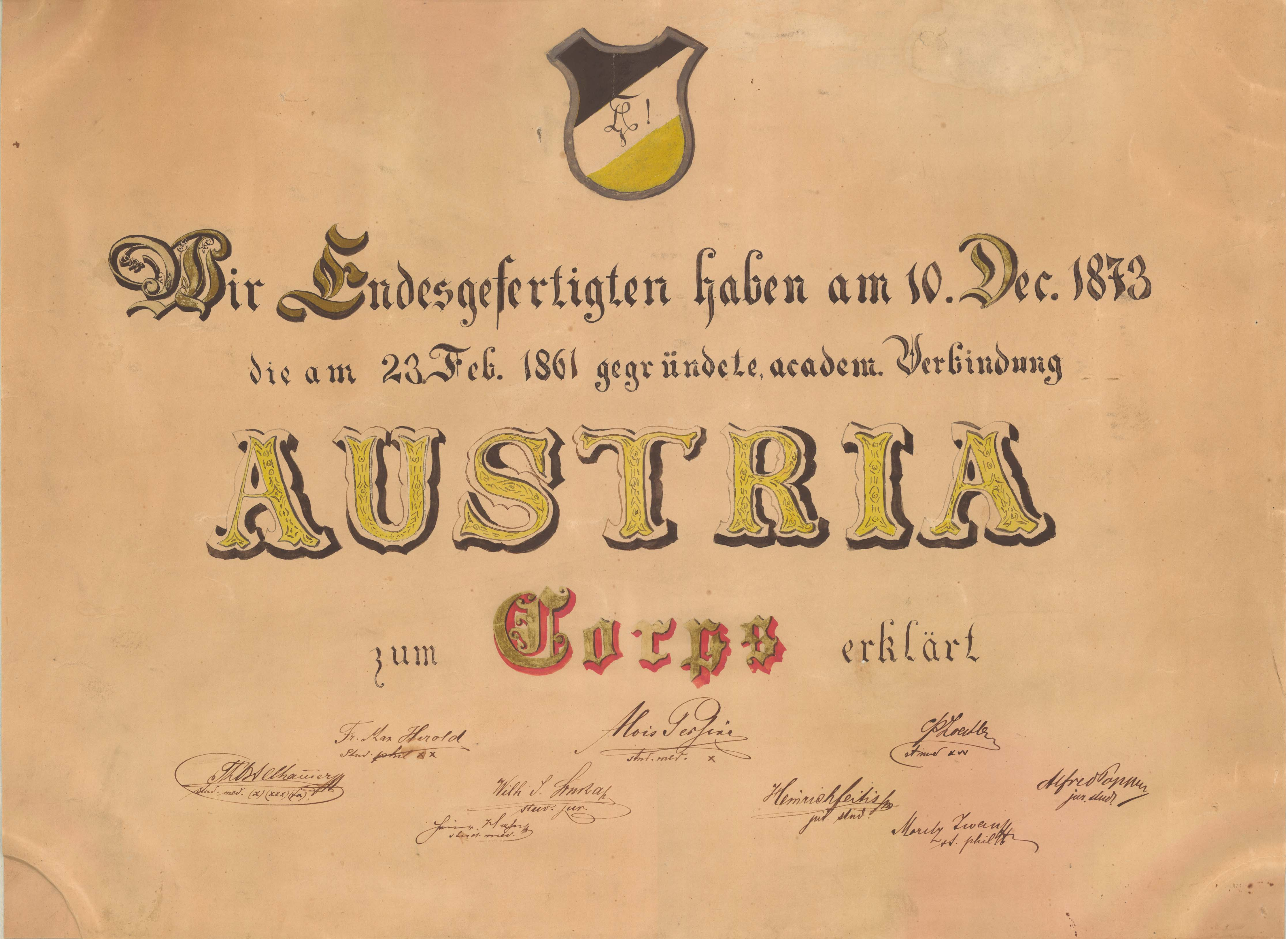
Urkunde der Erklärung zum Corps (1873)
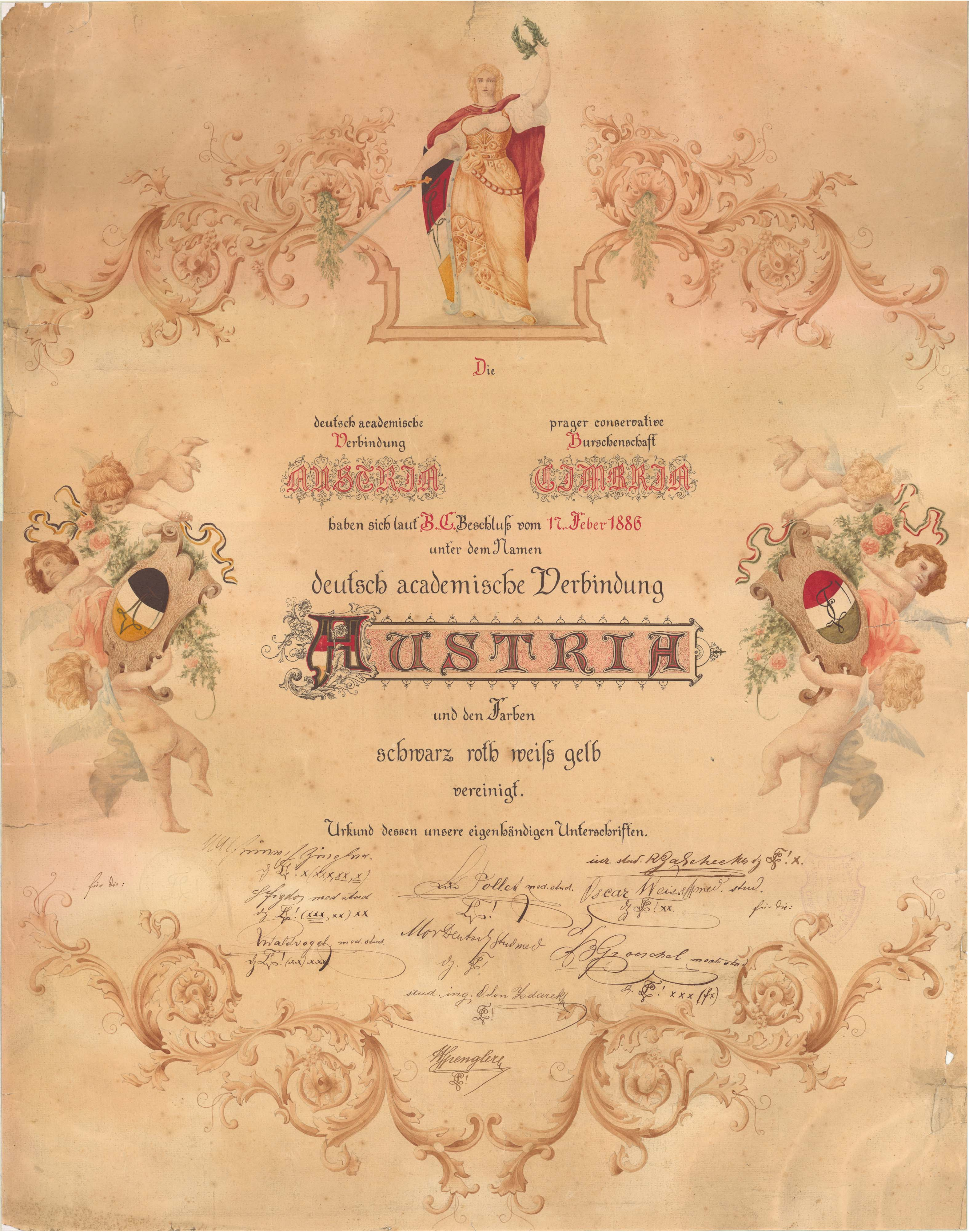
Urkunde zur Fusion der Austria mit Cimbria
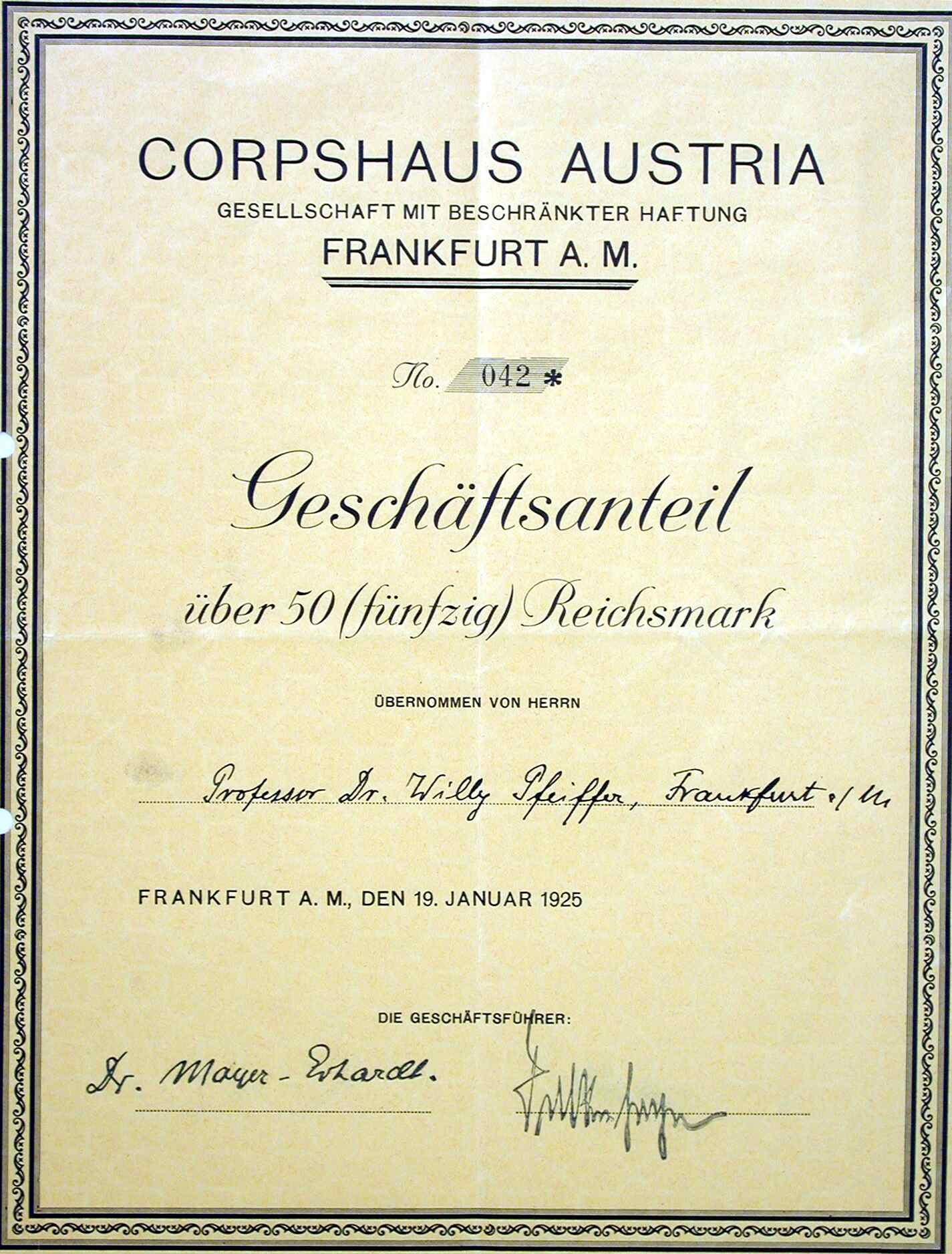
Anteilsschein der früheren Corpshaus GmbH (1925)